# 后猛水蚤科
后猛水蚤科（学名：Metidae）是猛水蚤目下的一个科。

## 下属分类
本科包括以下属：
- Ilyopsilla
- Lauberia
- Laubieria Soyer, 1966
- 后猛水蚤属 Metis Philippi, 1843